# WTA Challenger de Antália
O WTA Challenger de Antália – ou Megasaray Hotels Open, atualmente – é um torneio de tênis profissional feminino, de nível WTA 125.
Realizado em Antália, no sul da Turquia, estreou em 2024. Os jogos são disputados em quadras de saibro durante o mês de março.
Em 2025, a WTA lançou três torneios na cidade com o mesmo nome comercial, em semanas sucessivas, com data inicial em março.

## Finais

### Simples
| Ano            | Campeã                 | Vice-campeã                 | Resultado     |
| -------------- | ---------------------- | --------------------------- | ------------- |
| 2025 (31 mar.) | Solana Sierra          | Leyre Romero Gormaz         | 6–3, 6–4      |
| 2025 (24 mar.) | Olga Danilović         | Victoria Jiménez Kasintseva | 6–2, 6–3      |
| 2025 (17 mar.) | Anca Todoni            | Leyre Romero Gormaz         | 6–3, 6–2      |
| 2024           | Jéssica Bouzas Maneiro | Irina-Camelia Begu          | 6–2, 4–6, 6–2 |

### Duplas
| Ano            | Campeãs                              | Vice-campeãs                     | Resultado         |
| -------------- | ------------------------------------ | -------------------------------- | ----------------- |
| 2025 (31 mar.) | Anna Bondár Simona Waltert           | Alicia Barnett Elixane Lechemia  | 7–5, 2–6, [10–6]  |
| 2025 (24 mar.) | María Lourdes Carlé Simona Waltert   | Maja Chwalińska Anastasia Dețiuc | 3–6, 7–5, [10–3]  |
| 2025 (17 mar.) | Maja Chwalińska Anastasia Dețiuc     | Jesika Malečková Miriam Škoch    | 4–6, 6–3, [10–2]  |
| 2024           | Angelica Moratelli Camilla Rosatello | Tímea Babos Vera Zvonareva       | 6–3, 3–6, [15–13] |